# 森喜行
森 喜行（もり きゆき、1951年8月25日 - ）は、日本の俳優、政治家、実業家。熊本県天草郡御所浦町（現・天草市）出身。希楽星所属。
大阪府立三国丘高等学校卒業。劇団新人会、NHKプロモーションアクターゼミ出身。俳優業の傍ら、市民劇団みみずくを主宰。東京都国分寺市周辺をエリアとする自転車の出張修理業「自転車なおしマン」としても活動している。また、同市の市議会議員を計2期務めた。

## 出演

### テレビドラマ
- 清左衛門残日録（1993年） - 平助 役
- 望郷「みかんの花」（2016年9月28日、テレビ東京）（市長）
- モンタージュ 三億円事件奇譚（2016年6月25日 - 26日、フジテレビ） - 小松徹 役
- マルホの女〜保険犯罪調査員〜  - 加山勇 役
- JIN-仁- （町人）
- 赤鼻のセンセイ （タクシー運転手）
- スマイル #6，7 （大家）
- モンスターペアレント（2008年） - 安田校長 役
- BOSS
- ホームレス中学生2 - 田村隆一 役
- 白と黒 （塩崎）
- 4姉妹探偵団 （アパート管理人）
- 彗星物語 （タクシー運転手）
- あんみつ姫 （お茶屋主人）
- 生きる （総務課部長）
- Ns'あおい （ホームレス）
- どんど晴れ （到着した客）
- 復讐するは我にあり （八芳館の主人）
- ハチワンダイバー
- 花嫁は厄年ッ! （村人）
- PS -羅生門-
- ぶっ壊した男たち
- 人生はフルコース （正彦）
- 遙かなる約束
- 今週、妻が浮気します （老職員）
- 7人の女弁護士 （漁師）
- 古畑任三郎1「動く死体」(鑑識係）
- 古畑任三郎3「灰色の村」(村人・恩田）
- 古畑任三郎SP「ラスト・ダンス」
- 喰いタン
- 1リットルの涙
- 危険なアネキ
- あいのうた
- ブラザー☆ビート
- ウォーターボーイズ
- アストロ球団
- 金曜時代劇 慶次郎縁側日記2
- ファイト
- めだか
- 温泉へ行こう5
- 愛のソレア
- バツ彼
- トキオ 父への伝言
- 世界の中心で、愛をさけぶ
- 人間の証明
- 離婚弁護士
- ワンダフルライフ
- 砂の器
- FIRE BOYS 〜め組の大吾〜
- 菊亭八百善の人々
- スカイハイ2
- ケータイ刑事 銭形泪
- 警視庁鑑識班2004
- ビギナー
- 新選組!
- あなたの隣りに誰かいる
- 帰ってきたロッカーのハナコさん
- 幸福の王子
- 僕の魔法使い
- こころ
- 僕の生きる道
- ナースのお仕事4
- 真夜中の雨（2002年） - 須藤勝見 役
- 恋ノチカラ
- 愛の劇場 一攫千金夢家族
- 腕におぼえあり
- 別れたら好きな人
- 39歳の秋
- 眠れる森
- コーチ 第8話（1996年8月22日、フジテレビ）
- ガラスの仮面2 第5話（1998年5月11日、テレビ朝日）
- ジュニア・愛の関係
- 眠れない夜をかぞえて
- 夜に抱かれて
- ふたりのシーソーゲーム
- 踊る大捜査線SP
- 男の居場所
- ひらり - 床清 役
- 恋はあせらず
- 素敵にダマして
- 新十津川物語
- 照柿
- 透明人間
- 白の条件
- 大切なことはすべて君が教えてくれた （郵便局員）
- 高校生レストラン （農家）
- おひさま
- 作家 小日向鋭介の推理日記 （管理人）
- 金曜エンタテイメント（フジテレビ）
  - 「サラリーマン刑事1」（1998年2月20日） - 由美のマンション管理人
- タクシードライバーの推理日誌
- 警視庁心理捜査官・明日香
- 混浴露天風呂連続殺人
- 銭の捜査官 西カネ子 第2作（2019年2月18日、TBS） - 根津康広 役
- 同期のサクラ 第9話（2019年12月11日、日本テレビ） - 面接官 役
- ETV特集「義男さんと憲法誕生」（2020年5月2日、NHK Eテレ） - 劇中ドラマ[7]
- MIU404 最終話（2020年9月4日、TBS） - 老人 役
- 監察医 朝顔 第2シリーズ 第18話（2021年3月15日、フジテレビ） - 参列者 役
- 全っっっっっ然知らない街を歩いてみたものの 第3話（2021年3月30日、フジテレビ）
- SUPER RICH 第7話（2021年11月25日、フジテレビ） - 古書店店員 役
- 元彼の遺言状 第9話・第10話（2022年6月6日・13日、フジテレビ）
- サ道～2022年 冬 小さな幸せを胸にととのう～（2022年12月25日、テレビ東京）
- おもかげ（2023年3月27日、NHK BS4K；2023年5月20日、BSプレミアム）- 番台（過去） 役
- 院内警察 第4話・第5話（2024年2月2日・9日、フジテレビ） - 野口孝俊 役
- ソロ活女子のススメ4 第9話（2024年5月30日、テレビ東京） - 純喫茶フジ・オーナー 役[8]
- 日本一の最低男 ※私の家族はニセモノだった 最終話（2025年3月20日、フジテレビ） - 青山康嗣 役

### 映画
- 沈まぬ太陽
- さくらん!
- ピーナッツ
- 力道山
- 薔薇ホテル
- 大いなる完

### ラジオ
- FMシアター 新宿百太郎の伝説

### バラエティ
- ココ掘れキッズのおしえてMAP ASAHI Pop'n' Press!（HAB）（ゆきじい）[9]
- ダウンタウンのガキの使いやあらへんで! 2018年3月11日 サイレント図書館
- イタズラジャーニー (2024年8月3日、フジテレビ)

### 再現ドラマ
- 最終警告!たけしの本当は怖い家庭の医学 - 症例VTR（2004年9月7日、2005年6月14日、2006年6月20日など数回出演）
- Live News イット! 特集「原野商法」（2021年9月6日、フジテレビ） - 斉藤さん 役
- 踊る!さんま御殿!!（2021年11月30日、日本テレビ）

### CM
- ACジャパン全国キャンペーン「魔法使いの少年」（ドライバー）
- 味覚糖「さけるグミ」社長
- 赤城乳業「ドルチェタイム」
- オムロン体スキャン
- ひらかたパーク
- イオントップバリュー
- NTTドコモ東北
- 森永キャラメル
- こてっちゃん
- カゴメ野菜生活100
- グリコ「牧場しぼり」
- HIS旅行
- 三菱冷蔵庫ジャスト
- 三菱エアコン霧ヶ峰
- 富士薬品
- 日清カップヌードル
- ハウス「ウコンの力　モーニングレスキュー」
- セイコーマート（2016年）
- 赤城乳業「ソフ」（2017年 - ）
- JCBカード「相棒のように～キャッシュレス定食～」篇（2019年）

### オリジナルビデオ
- DEAR GAGA（2022年） - やす爺 役

=== その他 ===　
- ドキュメントDD - 役者と自転車修理人の様子がドキュメントされていた。